# 66e cérémonie des Golden Globes
La 66e cérémonie des Golden Globes, récompensant les films et séries diffusés en 2008 et les professionnels s'étant distingués cette année-là, a eu lieu le 11 janvier 2009 au Beverly Hilton Hotel de Beverly Hills.

## Palmarès
Les lauréats sont indiqués ci-dessous en premier de chaque catégorie et en caractères gras.

### Cinéma

#### Meilleur film dramatique
- Slumdog Millionaire
  - L'Étrange Histoire de Benjamin Button (The Curious Case of Benjamin Button)
  - Frost/Nixon, l'heure de vérité
  - The Reader
  - Les Noces rebelles (Revolutionary Road)

#### Meilleur film musical ou de comédie
- Vicky Cristina Barcelona
  - Burn After Reading
  - Be Happy (Happy-Go-Lucky)
  - Bons baisers de Bruges (In Bruges)
  - Mamma Mia ! (Mamma Mia!)

#### Meilleur réalisateur
- Danny Boyle pour Slumdog Millionaire
  - Stephen Daldry pour The Reader
  - David Fincher pour L'Étrange Histoire de Benjamin Button (The Curious Case of Benjamin Button)
  - Ron Howard pour Frost/Nixon, l'heure de vérité
  - Sam Mendes pour Les Noces rebelles (Revolutionary Road)

#### Meilleur acteur dans un film dramatique
- Mickey Rourke pour le rôle de Randy "Ram" Robinson dans The Wrestler
  - Leonardo DiCaprio pour le rôle de Frank Wheeler dans Les Noces rebelles (Revolutionary Road)
  - Frank Langella pour le rôle de Richard Nixon dans Frost/Nixon, l'heure de vérité
  - Sean Penn pour le rôle de Harvey Milk dans Harvey Milk (Milk)
  - Brad Pitt pour le rôle de Benjamin Button dans L'Étrange Histoire de Benjamin Button (The Curious Case of Benjamin Button)

#### Meilleure actrice dans un film dramatique
- Kate Winslet pour le rôle d'April Wheeler dans Les Noces rebelles  (Revolutionary Road)
  - Anne Hathaway pour le rôle de Kym dans Rachel se marie (Rachel Getting Married)
  - Angelina Jolie pour le rôle de Christine Collins dans L'Échange (Changeling)
  - Meryl Streep pour le rôle de la Sœur Aloysious Beauvier dans Doute (Doubt)
  - Kristin Scott Thomas pour le rôle de Juliette Fontaine dans Il y a longtemps que je t'aime

#### Meilleur acteur dans un film musical ou une comédie
- Colin Farrell pour le rôle de Ray dans Bons baisers de Bruges (In Bruges)
  - Javier Bardem pour le rôle de Juan Antonio dans Vicky Cristina Barcelona
  - James Franco pour le rôle de Saul Silver dans Délire Express (Pineapple Express)
  - Brendan Gleeson pour le rôle de Ken dans Bons baisers de Bruges  (In Bruges)
  - Dustin Hoffman pour le rôle de Harvey Shine dans Last Chance for Love

#### Meilleure actrice dans un film musical ou une comédie
- Sally Hawkins pour le rôle de Poppy dans Be Happy (Happy-Go-Lucky)
  - Rebecca Hall pour le rôle de Vicky dans Vicky Cristina Barcelona
  - Frances McDormand pour le rôle de Linda Litzke dans Burn After Reading
  - Meryl Streep pour le rôle de Donna Sheridan dans Mamma Mia! (Mamma Mia!)
  - Emma Thompson pour le rôle de Kate Walker dans Last Chance for Love

#### Meilleur acteur dans un second rôle
- Heath Ledger pour le rôle du Joker dans The Dark Knight : Le Chevalier noir (The Dark Knight)
  - Tom Cruise pour le rôle de Les Grossman dans Tonnerre sous les tropiques (Tropic Thunder)
  - Robert Downey Jr. pour le rôle de Kirk Lazarus dans Tonnerre sous les tropiques (Tropic Thunder)
  - Ralph Fiennes pour le rôle de William Cavendish dans The Duchess
  - Philip Seymour Hoffman pour le rôle du Père Brendan Flynn dans Doute (Doubt)

#### Meilleure actrice dans un second rôle
- Kate Winslet pour le rôle de Hanna Schmitz dans The Reader
  - Amy Adams pour le rôle de Sœur James dans Doute (Doubt)
  - Penélope Cruz pour le rôle de María Elena dans Vicky Cristina Barcelona
  - Viola Davis pour le rôle de Mrs. Miller dans Doute (Doubt)
  - Marisa Tomei pour le rôle de Cassidy dans The Wrestler

#### Meilleur scénario
- Slumdog Millionaire – Simon Beaufoy
  - The Reader – David Hare
  - L'Étrange Histoire de Benjamin Button (The Curious Case of Benjamin Button) – Eric Roth
  - Frost/Nixon, l'heure de vérité – Peter Morgan
  - Doute (Doubt) – John Patrick Shanley

#### Meilleure musique de film
- Slumdog Millionaire – A. R. Rahman
  - L'Échange (Changeling) – Clint Eastwood
  - L'Étrange Histoire de Benjamin Button (The Curious Case of Benjamin Button) – Alexandre Desplat
  - Les Insurgés (Defiance) – James Newton Howard
  - Frost/Nixon, l'heure de vérité – Hans Zimmer

#### Meilleure chanson originale
- The Wrestler, écrite et interprétée par Bruce Springsteen – The Wrestler
  - I Thought I Lost You, interprétée par Miley Cyrus et John Travolta – Volt, star malgré lui (Bolt)
  - Once in a Lifetime, interprétée par Beyoncé Knowles – Cadillac Records
  - Gran Torino, interprétée par Jamie Cullum – Gran Torino
  - Down to Earth, écrite et interprétée par Peter Gabriel – WALL-E

#### Meilleur film en langue étrangère
- Valse avec Bachir (ואלס עם באשיר) •  Israël
  - La Bande à Baader (In Bruges) •  Allemagne
  - Instants éternels (Maria Larssons eviga ögonblick) •  Suède/ Danemark/ Norvège/ Finlande
  - Gomorra •  Italie
  - Il y a longtemps que je t'aime •  France

#### Meilleur film d'animation
- WALL-E
  - Volt, star malgré lui (Bolt)
  - Kung Fu Panda

### Télévision
Note : le symbole « ♕ » rappelle le gagnant de l'année précédente (si nomination).

#### Meilleure série dramatique
- Mad Men ♕
  - Dexter
  - Dr House (House)
  - En analyse (In Treatment)
  - True Blood

#### Meilleure série musicale ou comique
- 30 Rock
  - Californication
  - Entourage
  - The Office
  - Weeds

#### Meilleure mini-série ou meilleur téléfilm
- John Adams
  - Bernard et Doris (Bernard and Doris)
  - Cranford
  - A Raisin in the Sun
  - Recount

#### Meilleur acteur dans une série dramatique
- Gabriel Byrne pour le rôle de Paul Weston dans En analyse (In Treatment)
  - Michael C. Hall pour le rôle de Dexter Morgan dans Dexter
  - Jon Hamm pour le rôle de Don Draper dans Mad Men ♕
  - Hugh Laurie pour le rôle du Dr Gregory House dans Dr House (House)
  - Jonathan Rhys-Meyers pour le rôle de Henri VIII dans Les Tudors (The Tudors)

#### Meilleure actrice dans une série dramatique
- Anna Paquin pour le rôle de Sookie Stackhouse dans True Blood
  - Sally Field pour le rôle de Nora Holden-Walker dans Brothers and Sisters
  - Mariska Hargitay pour le rôle de Olivia Benson dans New York, unité spéciale (Law and Order: Special Victims Unit)
  - January Jones pour le rôle de Betty Draper dans Mad Men
  - Kyra Sedgwick pour le rôle de Brenda Leigh Johnson dans The Closer : L.A. enquêtes prioritaires (The Closer)

#### Meilleur acteur dans une série musicale ou comique
- Alec Baldwin pour le rôle de Jack Donaghy dans 30 Rock
  - Steve Carell pour le rôle de Michael Scott dans The Office
  - Kevin Connolly pour le rôle de Eric « E » Murphy dans Entourage
  - David Duchovny pour le rôle de Hank Moody dans Californication ♕
  - Tony Shalhoub pour le rôle de Adrian Monk dans Monk

#### Meilleure actrice dans une série musicale ou comique
- Tina Fey pour le rôle de Liz Lemon dans 30 Rock ♕
  - Christina Applegate pour le rôle de Samantha « Sam » Newly dans Samantha qui ? (Samantha Who?)
  - America Ferrera pour le rôle de Betty Suarez dans Ugly Betty
  - Debra Messing pour le rôle de Molly Kagan dans Starter Wife
  - Mary-Louise Parker pour le rôle de Nancy Botwin dans Weeds

#### Meilleur acteur dans une mini-série ou un téléfilm
- Paul Giamatti pour le rôle de John Adams dans John Adams
  - Ralph Fiennes pour le rôle de Bernard Lafferty dans Bernard et Doris (Bernard and Doris)
  - Kevin Spacey pour le rôle de Ron Klain dans Recount
  - Kiefer Sutherland pour le rôle de Jack Bauer dans 24 heures chrono : Redemption (24: Redemption)
  - Tom Wilkinson pour le rôle de James Baker dans Recount

#### Meilleure actrice dans une mini-série ou un téléfilm
- Laura Linney pour le rôle de Abigail Adams dans John Adams
  - Catherine Keener pour le rôle de Gertrude Baniszewski dans An American Crime
  - Shirley MacLaine pour le rôle de Coco Chanel dans Coco Chanel
  - Susan Sarandon pour le rôle de Doris Duke dans Bernard et Doris (Bernard and Doris)
  - Judi Dench pour le rôle de Matilda « Matty » Jenkyns dans Cranford

#### Meilleur acteur dans un second rôle dans une série, une mini-série ou un téléfilm
- Tom Wilkinson pour le rôle de Benjamin Franklin dans John Adams
  - Neil Patrick Harris pour le rôle de Barney Stinson dans How I Met Your Mother
  - Denis Leary pour le rôle de Michael Whouley dans Recount
  - Blair Underwood pour le rôle d'Alex dans En analyse (In Treatment)
  - Jeremy Piven pour le rôle de Ari Gold dans Entourage ♕

#### Meilleure actrice dans un second rôle dans une série, une mini-série ou un téléfilm
- Laura Dern pour le rôle de Katherine Harris dans Recount
  - Eileen Atkins pour le rôle de Deborah Jenkyns dans Cranford
  - Melissa George pour le rôle de Laura dans En analyse (In Treatment)
  - Rachel Griffiths pour le rôle de Sarah Walker dans Brothers and Sisters
  - Dianne Wiest pour le rôle de Gina dans En analyse (In Treatment)

### Spéciales

#### Cecil B. DeMille Award
- Steven Spielberg

#### Miss Golden Globe
- Rumer Glenn Willis

## Récompenses et nominations multiples

### Nominations multiples

#### Cinéma
5 : L'Étrange Histoire de Benjamin Button, Doute, Frost/Nixon, l'heure de vérité
4 : The Reader, Les Noces rebelles, Slumdog Millionaire, Vicky Cristina Barcelona
3 : Bons baisers de Bruges, The Wrestler
2 : Volt, star malgré lui, Burn After Reading, L'Échange, Be Happy, Il y a longtemps que je t'aime, Last Chance for Love, Mamma Mia!, Tonnerre sous les tropiques, WALL-E

#### Télévision
5 : En analyse, Recount
4 : John Adams
3 : 30 Rock, Bernard et Doris, Cranford, Entourage, Mad Men
2 : Brothers and Sisters, Californication, Dexter, Dr House, The Office, True Blood, Weeds

#### Personnalités
2 : Ralph Fiennes, Meryl Streep, Tom Wilkinson, Kate Winslet

### Récompenses multiples
Légende : Nombre de récompenses/Nombre de nominations

#### Cinéma
4 / 4 : Slumdog Millionaire
2 / 3 : The Wrestler

#### Télévision
4 / 4 : John Adams
3 / 3 : 30 Rock

#### Personnalité
2 / 2 : Kate Winslet

### Les grands perdants

#### Cinéma
0 / 5 : L'Étrange Histoire de Benjamin Button, Doute, Frost/Nixon, l'heure de vérité

#### Télévision
1 / 5 : En analyse, Recount